# Primera División (Uruguay) 1942
Die Saison 1942 der Primera División war die 39. Spielzeit (die 11. der professionellen Ära) der höchsten uruguayischen Spielklasse im Fußball der Männer, der Primera División.
Die Primera División bestand in der Meisterschaftssaison des Jahres 1942 aus zehn Vereinen, deren Mannschaften in den insgesamt 90 Meisterschaftsspielen jeweils zweimal aufeinandertrafen. Es fanden 18 Spieltage statt. Die Meisterschaft gewann Nacional Montevideo als Tabellenerster vor Peñarol Montevideo und den Montevideo Wanderers als Zweitem und Drittem der Saisonabschlusstabelle. Als Tabellenletzter stieg River Plate aus der Primera División ab. Torschützenkönig wurde mit 19 Treffern Atilio García.

## Jahrestabelle
| Pl. | Verein                    | Sp. | S  | U | N  | Tore    | Diff. | Punkte |
| --- | ------------------------- | --- | -- | - | -- | ------- | ----- | ------ |
| 1.  | Nacional Montevideo (M)   | 18  | 13 | 2 | 3  | 059:240 | +35   | 28     |
| 2.  | Peñarol Montevideo        | 18  | 11 | 3 | 4  | 043:220 | +21   | 25     |
| 3.  | Montevideo Wanderers      | 18  | 8  | 6 | 4  | 024:210 | +3    | 22     |
| 4.  | Sud América               | 18  | 9  | 2 | 7  | 035:290 | +6    | 20     |
| 5.  | Rampla Juniors            | 18  | 7  | 4 | 7  | 027:290 | −2    | 18     |
| 6.  | Liverpool FC              | 18  | 7  | 3 | 8  | 031:340 | −3    | 17     |
| 7.  | Racing Club de Montevideo | 18  | 6  | 4 | 8  | 028:380 | −10   | 16     |
| 8.  | Central                   | 18  | 7  | 1 | 10 | 031:390 | −8    | 15     |
| 9.  | Club Atlético Defensor    | 18  | 3  | 5 | 10 | 029:490 | −20   | 11     |
| 10. | River Plate               | 18  | 2  | 4 | 12 | 017:390 | −22   | 08     |

| (M) | Meister der vorangegangenen Saison |